# Кадоган, Чарльз, 8-й граф Кадоган
Чарльз Джеральд Джон Кадоган, 8-й граф Кадоган (англ. Charles Gerald John Cadogan, 8th Earl Cadogan; 24 марта 1937 — 11 июня 2023) — британский дворянин, миллиардер и землевладелец, который носил титул учтивости — виконт Челси с 1937 по 1997 год. Он является двоюродным братом Ага-хана IV, духовного главы исмаилитской секты мусульман-шиитов.

## Биография

### Ранняя жизнь
Родился 24 марта 1937 года в Балликасле в Шотландии. Старший сын Уильяма Джеральда Чарльза Кадогана, 7-го графа Кадогана (1914—1997), и достопочтенной Примроуз Лилиан Ярд-Буллер (1918—1970), был известен как виконт Челси, прежде чем унаследовал титул графа Кадогана после смерти своего отца 4 июля 1997 года. Образование получил в Итонском колледже.

### Карьера
Он был вторым лейтенантом в гвардии Колдстрима. Он был назначен заместителем лейтенанта (DL) Большого Лондона в 1996 году. Он возглавлял[уточнить] футбольный клуб «Челси» с 1981 по 1982 год, а также является губернатором школы Калфорд в Саффолке. В течение 1990-х годов он владел бедфордширскими производителями высококачественной мягкой мебели Peter Guild Ltd (ныне базирующейся в Лонг-Итоне).
В рейтинге самых богатых людей Соединённого королевства Sunday Times Rich List 2009 его семья заняла 14-е место с оценочным состоянием в 2 миллиарда фунтов стерлингов. Он является вторым самым богатым пэром Великобритании после герцога Вестминстерского. Богатство семьи Кадоган основано на поместьях Кадогана, которые управляют обширными земельными владениями в Челси, богатой части Лондона, включая большую часть Слоун-стрит и Кадоган-Холл.
По данным Bloomberg, по состоянию на июль 2021 года его состояние превышало 6 миллиардов долларов.
Скончался 12 июня 2023 года в возрасте 86 лет.

## Награды
- Крест Ордена Армии Спасения за выдающиеся вспомогательной службы — 1970 (за исключительные заслуги, оказанные армии не спасателями)[6]
- Рыцарь-командор ордена Британской империи (KBE) — награда в честь Дня рождения королевы 2012 года (за благотворительные заслуги)[7]

## Браки и дети
6 июня 1963 года он женился на леди Филиппе Уоллоп (21 августа 1937—1984), дочери Джерарда Уоллопа, 9-го графа Портсмута. Супруги имели двух сыновей и одну дочь:
- Леди Анна-Карина Кадоган (род. 4 февраля 1964), муж с 1992 года Гэри Эндрю Томсон, от брака с которым у неё двое детей
- Эдвард Чарльз Кадоган, 9-й граф Кадоган (род. 10 мая 1966), женат с 1990 года на Катарине Йоханне Ингеборг Хюльсеманн, от брака с которой у него было трое детей
- Достопочтенный Уильям Джон Кадоган (род. 9 ноября 1973), женат с 2001 года на Виктории Роуз Тейлор, от которой у него было двое дочерей.

В 1989 году лорд Кадоган женился вторым браком на эксперте по этикету Дженнифер Джейн Грейг Рей, с которой он развелся в июле 1994 года.
25 июля 1994 года Чарльз Кадоган в третий раз женился на Дороти Энн Шипси, бывшей медсестре в госпитале короля Эдуарда VII для офицеров.
Наследник лорда Кадогана, виконт Челси, живет в семейном поместье Снайгоу в Шотландии. Лорд Челси получил образование в колледже Святого Давида в Лландидно, а затем служил в Королевских ВВС во время первой войны в Персидском заливе.